# Monumento ai caduti (Ancona)

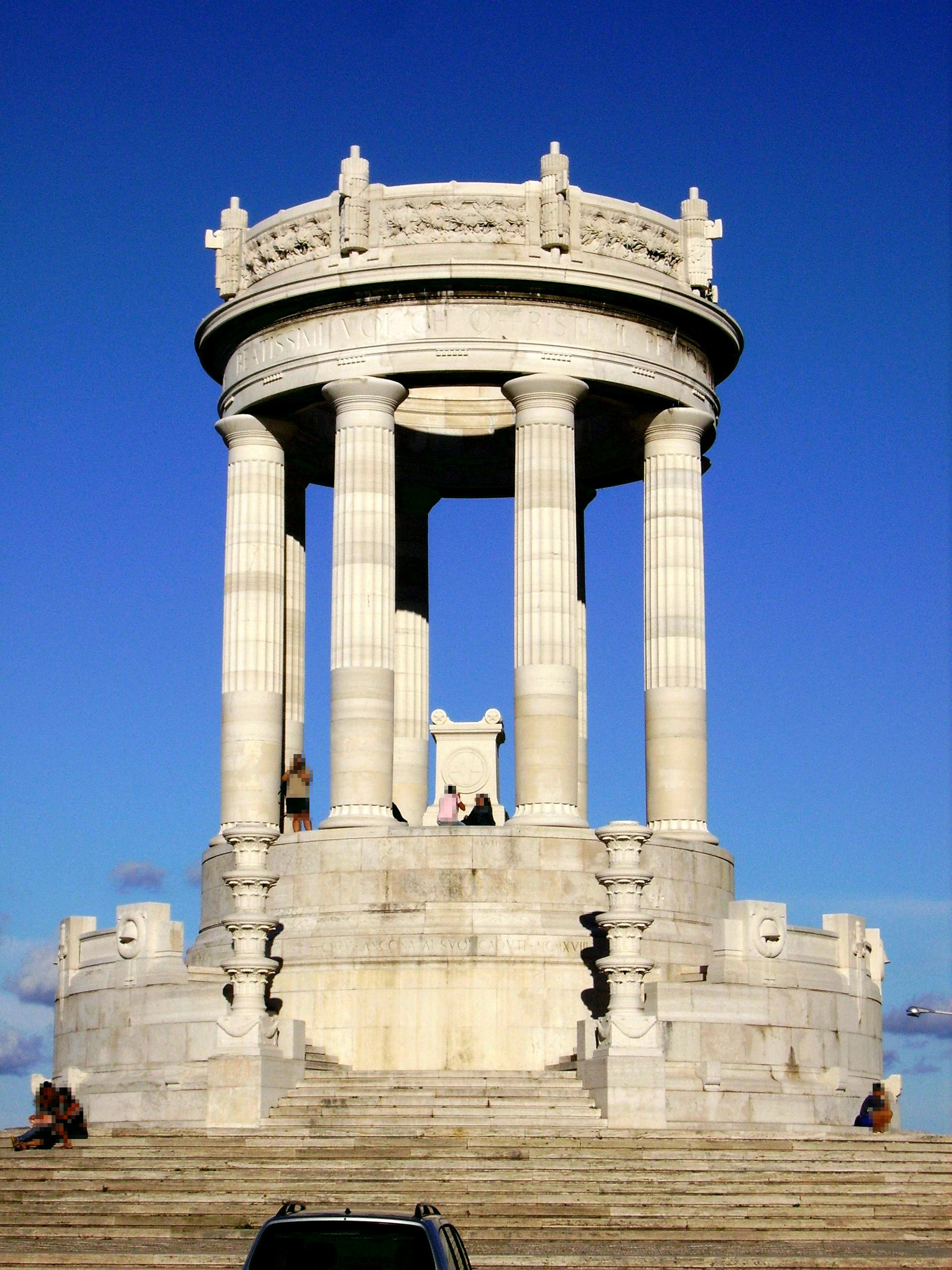
Passetto di Ancona: Monumento ai caduti.

Il Monumento ai Caduti della prima guerra mondiale di Ancona si trova in piazza IV Novembre, nel rione del Passetto; ad Ancona è chiamato semplicemente "il Monumento", per antonomasia. È posto al termine del lungo viale della Vittoria ed è collegato alla sottostante spiaggia del Passetto attraverso un'ampia scalinata che, ad un certo punto, si divide in due rampe semicircolari.

## Realizzazione

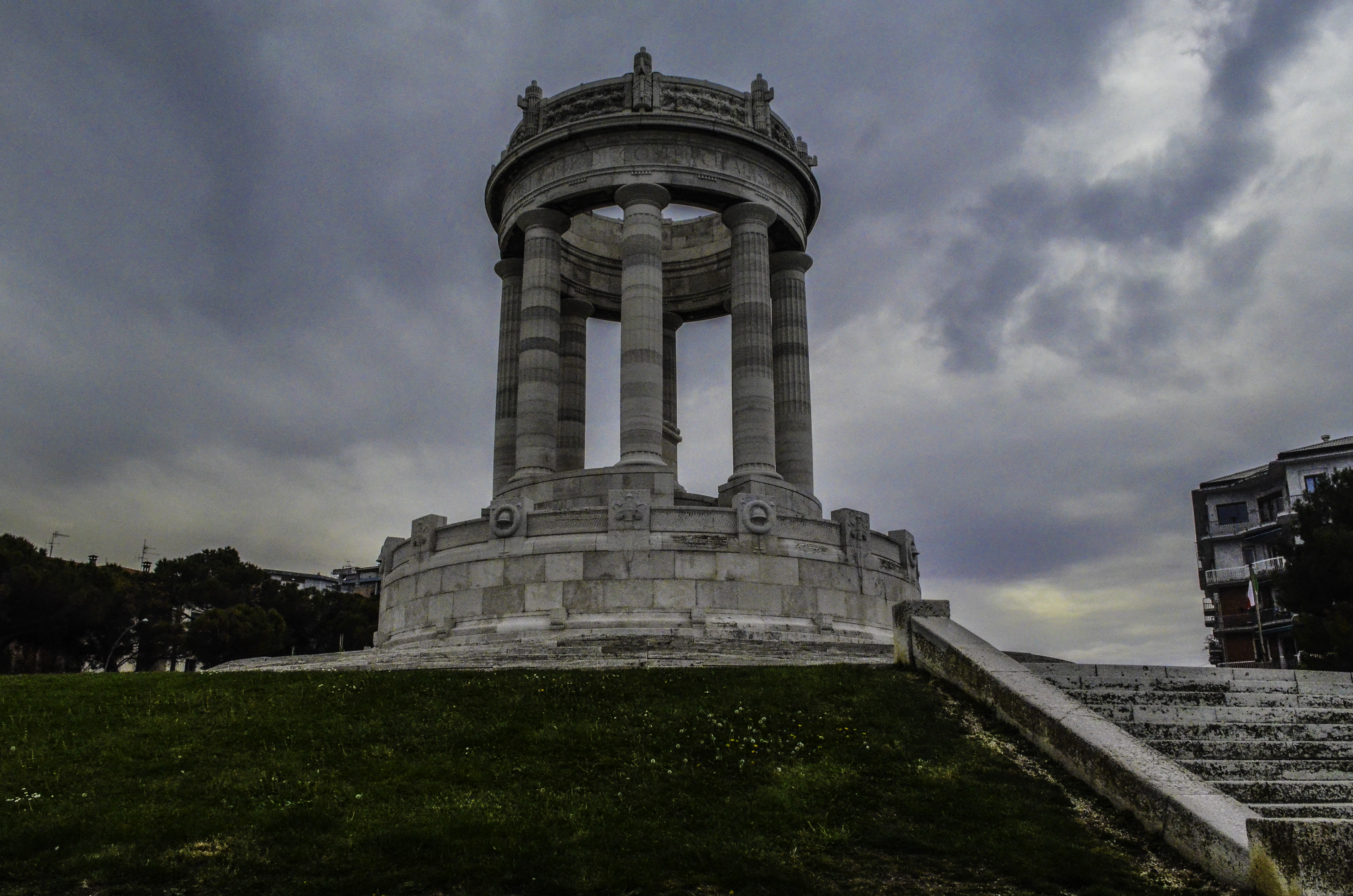
Veduta dalla quota base del Monumento

Fu progettato negli anni venti, assieme alla Scalinata del Passetto, dall'architetto anconetano Guido Cirilli in forma di un tempio circolare (monoptero) caratterizzato da un ordine dorico elegantemente reinterpretato.
La costruzione ha otto colonne scanalate, è posta al di sopra di una scalinata circolare concentrica ed è realizzata interamente in pietra d'Istria. Il basamento è decorato con elmi e spade, simboli rispettivamente di difesa e di attacco. Al centro si trova un piccolo altare.

## Iscrizioni
Nel fastigio sono riportati i versi del grande poeta italiano nato a pochi chilometri da Ancona, a Recanati:
Ch'offriste il petto alle nemiche lance

Per amor di costei ch'al Sol vi diede»
(All'Italia, dai Canti di Giacomo Leopardi; vv. 84-86)

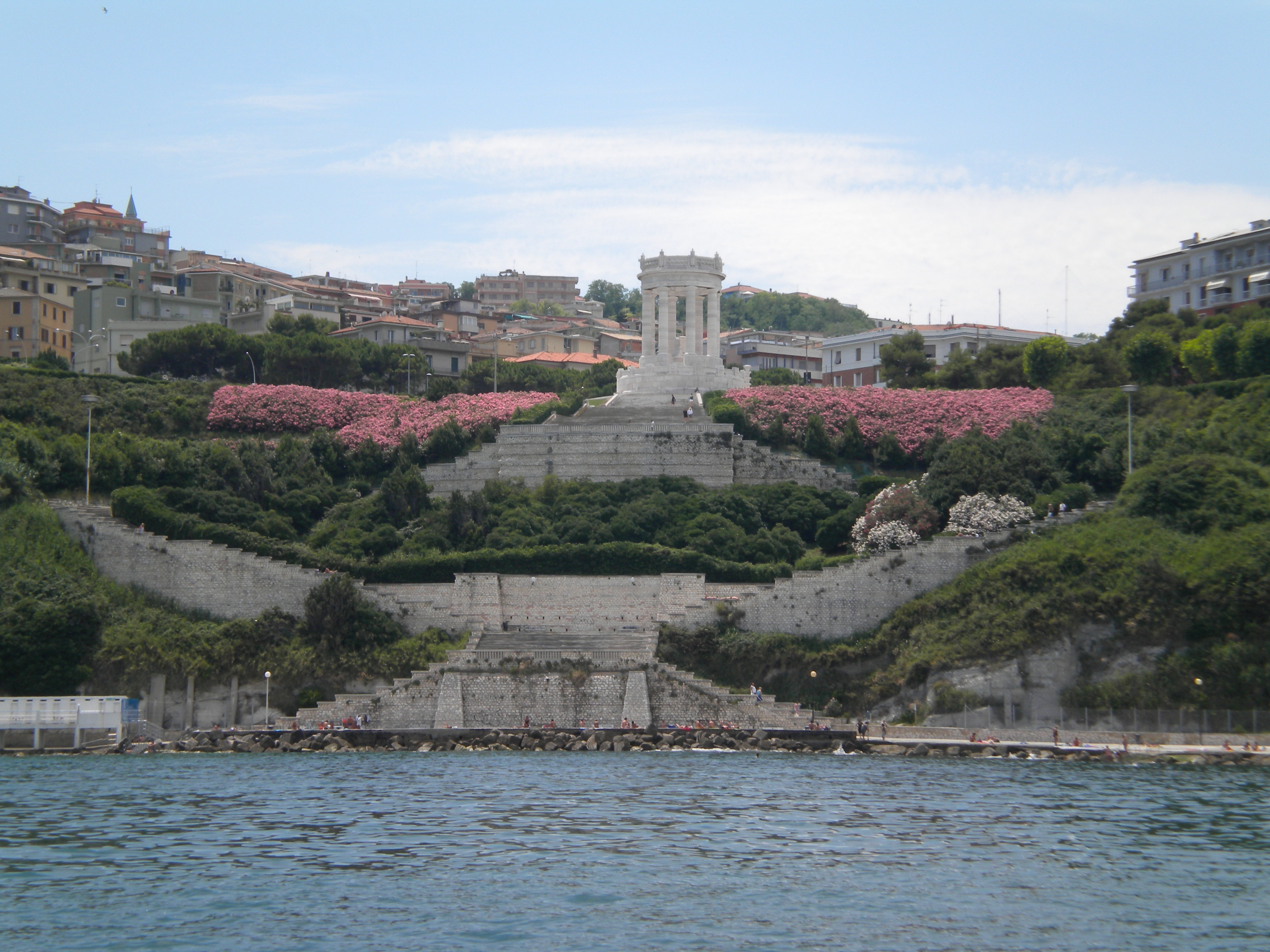
Il Monumento ai Caduti e la Scalinata del Passetto visti dal mare

Diffusa è la credenza che, vista dal mare, l'intera struttura, comprese le scalinate, sembri un'aquila in volo, con le rampe che simboleggiano le ali aperte, ed il monumento che fa da testa coronata. Se questa è l'impressione che si può avere, sicuramente l'effetto non era stato previsto dall'architetto Cirilli quando progettò il monumento.
Nel marzo del 1923 il Principe di Piemonte, Umberto II, erede al trono, partecipò alla cerimonia per la posa della prima pietra. In essa fu inserita una pergamena commemorativa realizzata e donata dall'architetto urbinate Giuseppe Andreoli, recante la seguente iscrizione:
(Giuseppe Andreoli, pergamena commemorativa all'interno del monumento)
Il Monumento fu inaugurato nel 1930., in piena epoca fascista, come si può facilmente dedurre dai fasci littori che adornano il fregio della struttura.

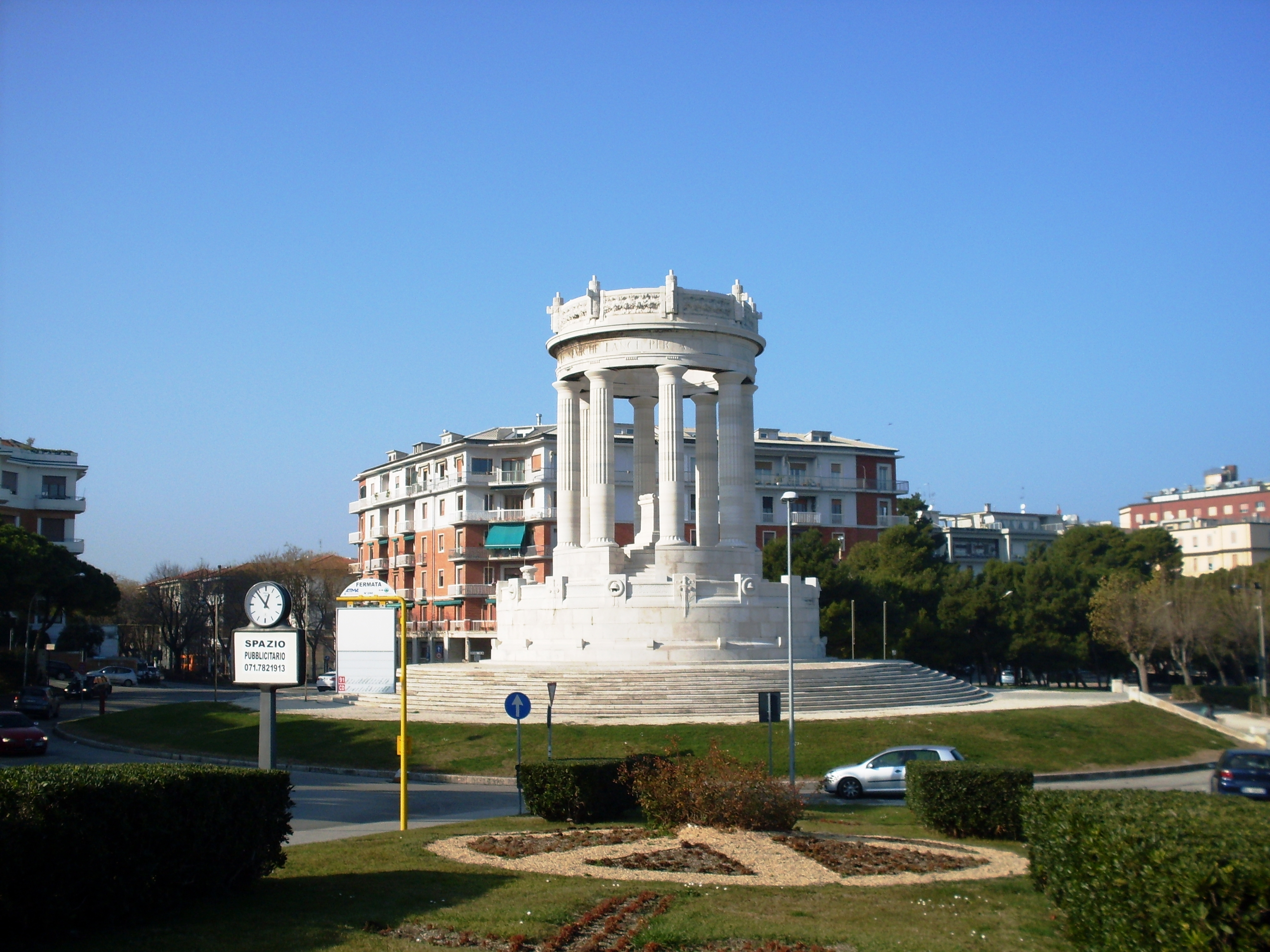
Passetto: Monumento ai Caduti e Piazza IV Novembre

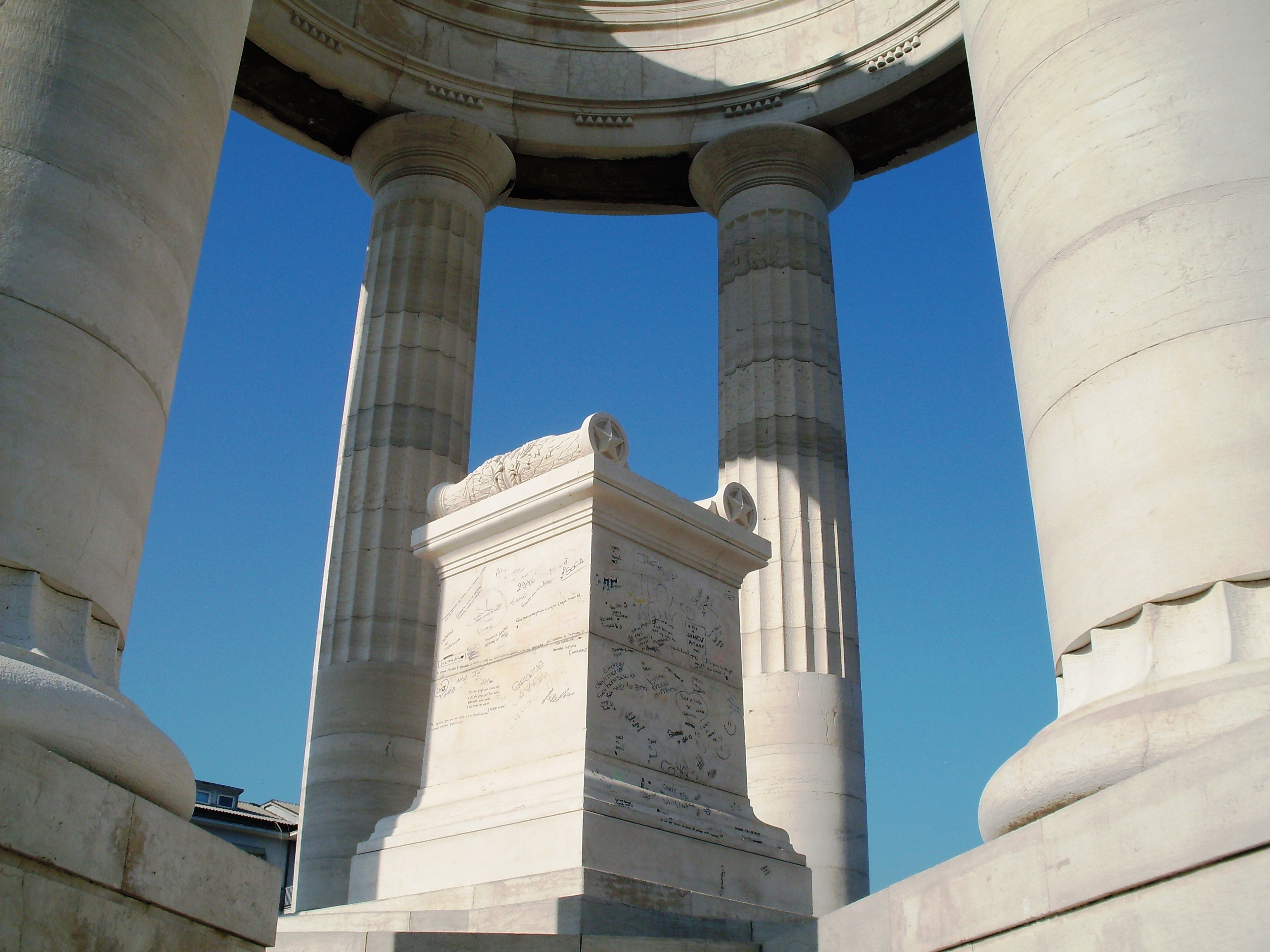
Ara situata al centro del Monumento ai Caduti

## Manifestazioni
Qui si festeggiano le più importanti ricorrenze nazionali, come l'Anniversario della vittoria nella prima guerra mondiale - Festa delle Forze Armate (4 novembre) e la Festa della Repubblica (2 giugno); anche la Festa della Liberazione del 25 aprile si celebra prima qui, e poi all'imponente monumento alla Resistenza sito sul Pincio.
Dal 2002, in estate, sulle scale del Monumento si svolge anche una sfilata di moda.
Nella pineta sita nelle vicinanze del Monumento si trovano giochi per ragazzi, un ascensore che porta alla sottostante spiaggia del Passetto e il capolinea della linea filoviaria e degli autobus. La pineta è stata a volte anche una delle sedi dei mercatini che si tengono dal 1° al 4 maggio durante la tradizionale fiera di San Ciriaco.
Il monumento ai Caduti è punto di riferimento e di incontro per molti cittadini, che nelle belle giornate amano sedersi sulle scalinate attorno ad esso per ammirare il mare Adriatico e poi passeggiare lungo il Viale della Vittoria, oppure sostare nel verde della vicina pineta.
Nel mese di settembre dal Monumento ai Caduti e dalla sottostante scalinata del Passetto è possibile ammirare la Regata del Conero, manifestazione velica che da anni richiama sempre numerosi amanti della vela.

## Galleria d'immagini

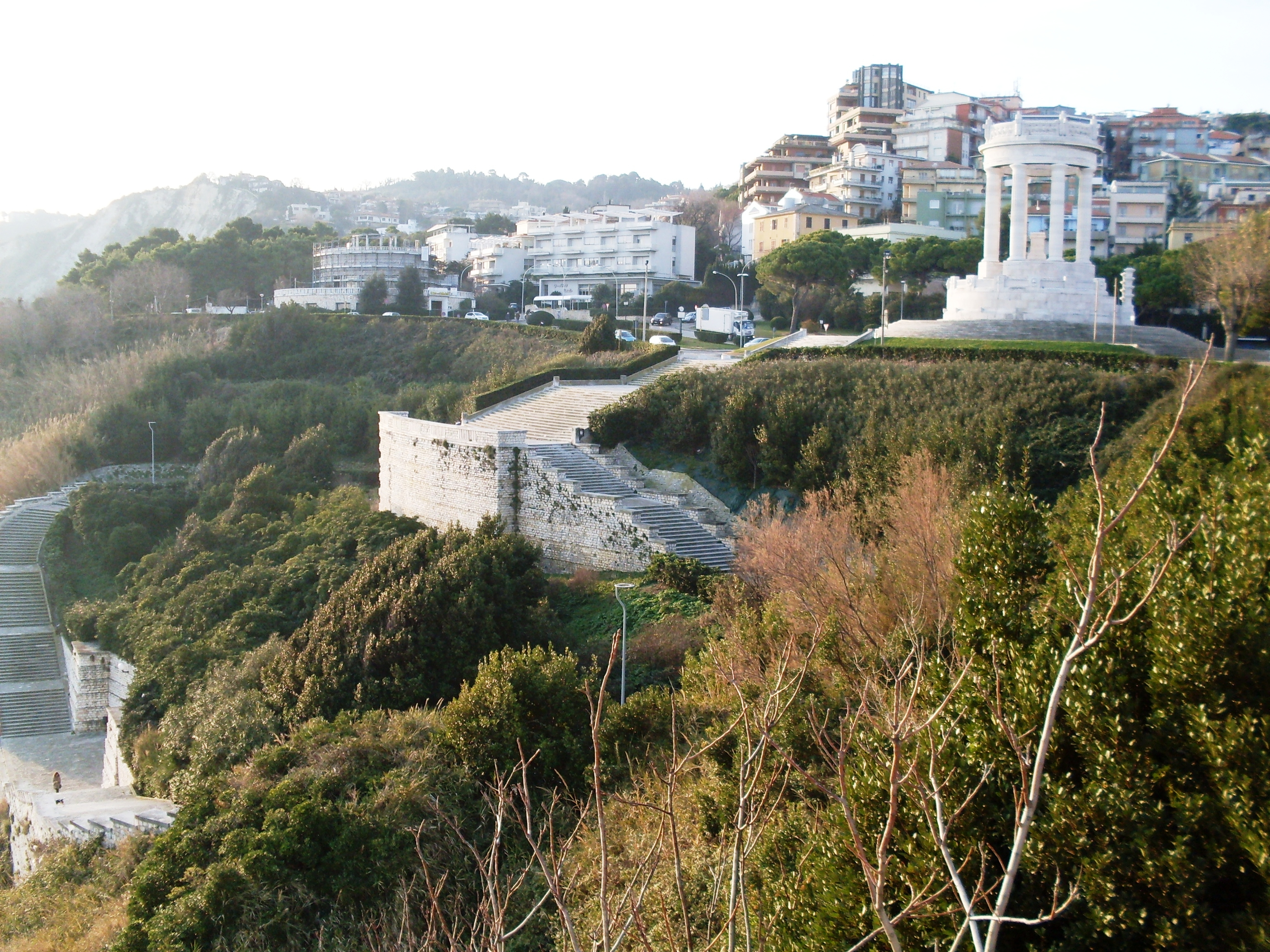
Monumento ai Caduti e scalinata a mare.
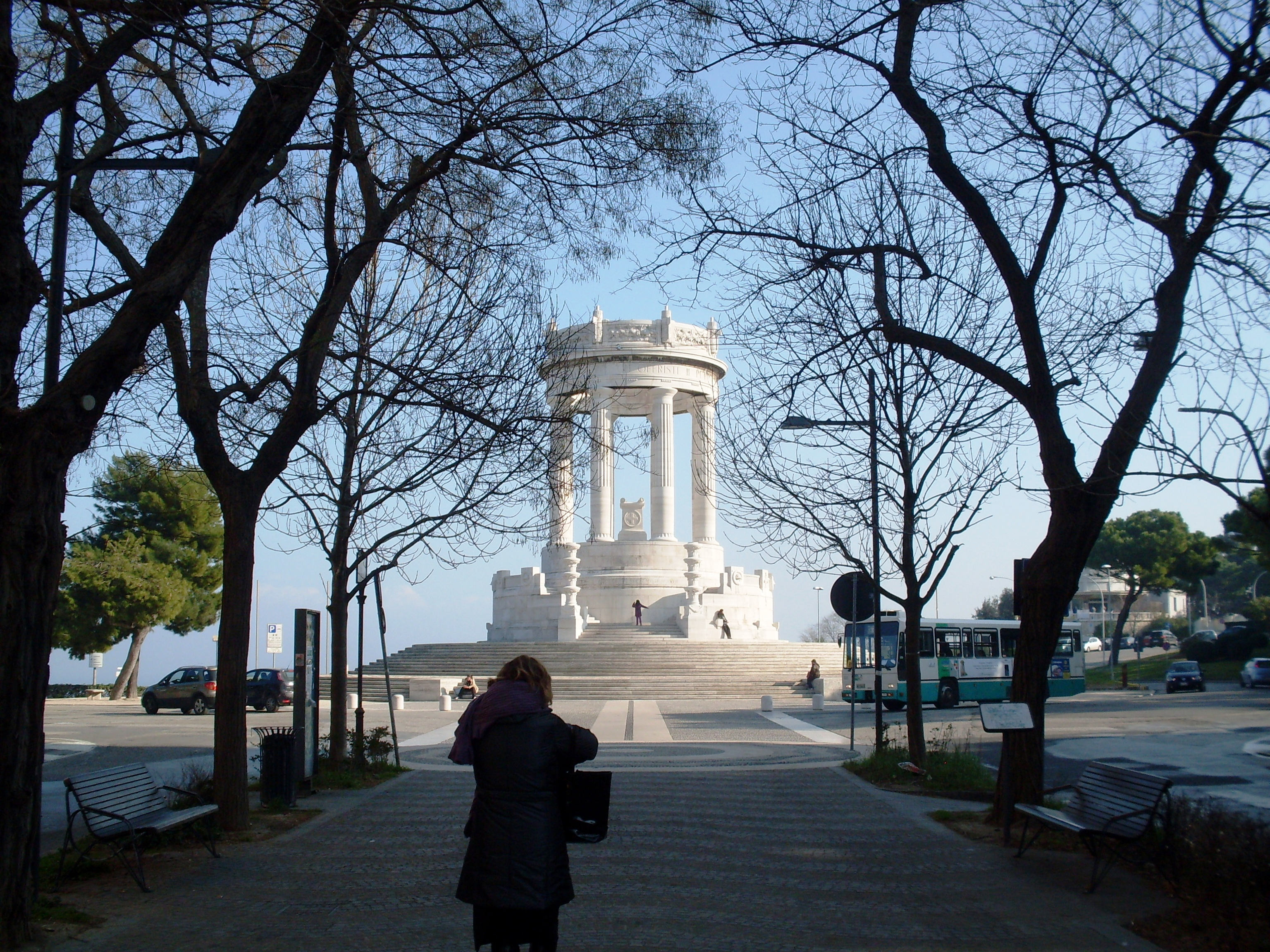
Il Monumento ai Caduti visto dal Viale della Vittoria.
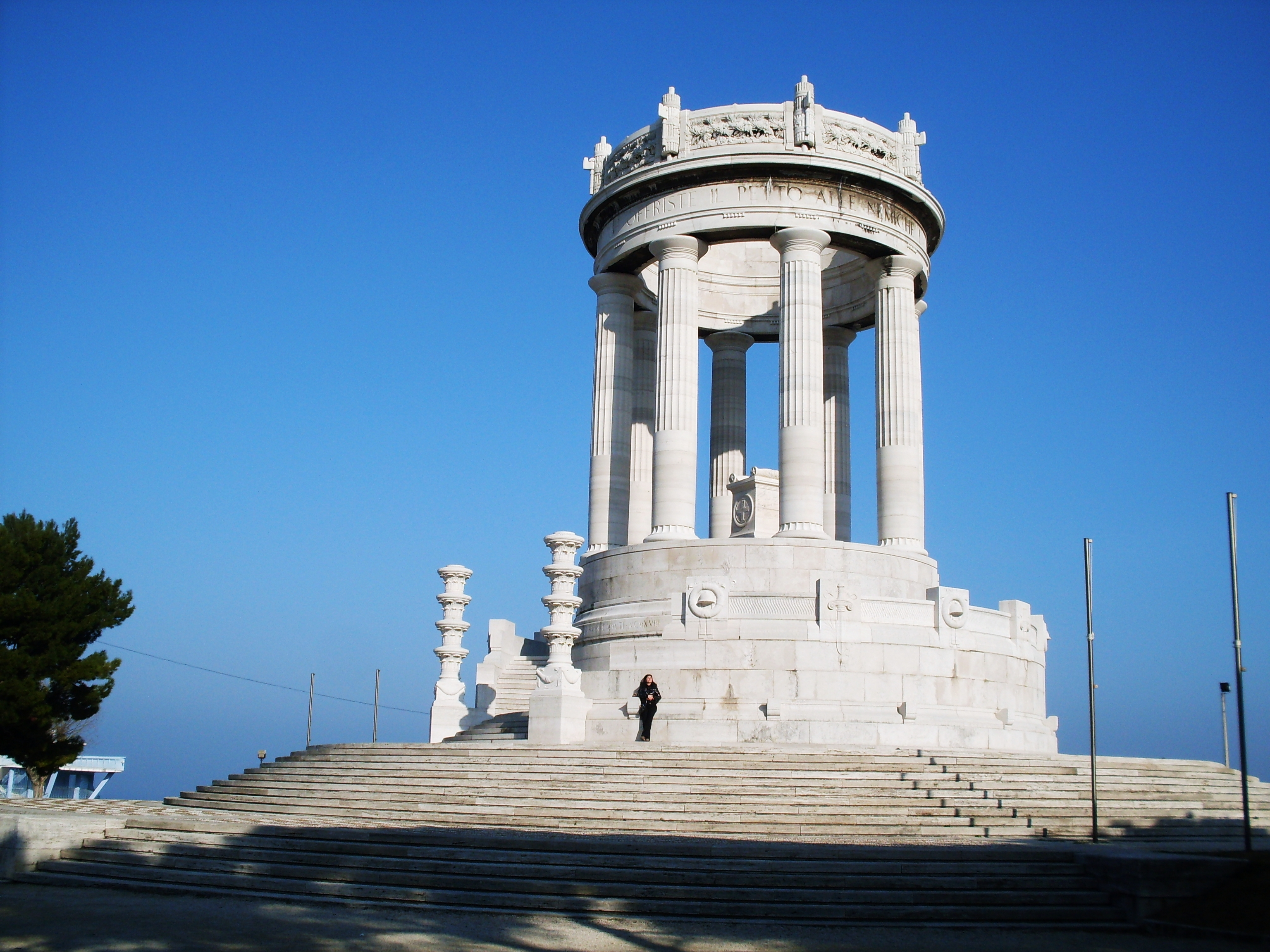
Il Monumento ai Caduti.
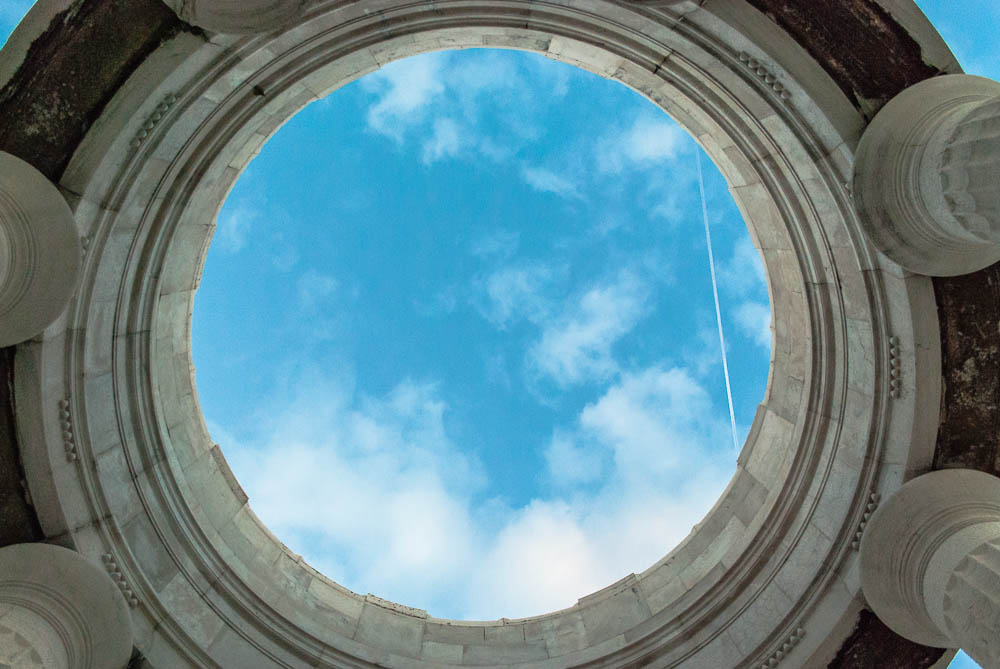
Il cielo incorniciato dal coronamento del Monumento ai Caduti.
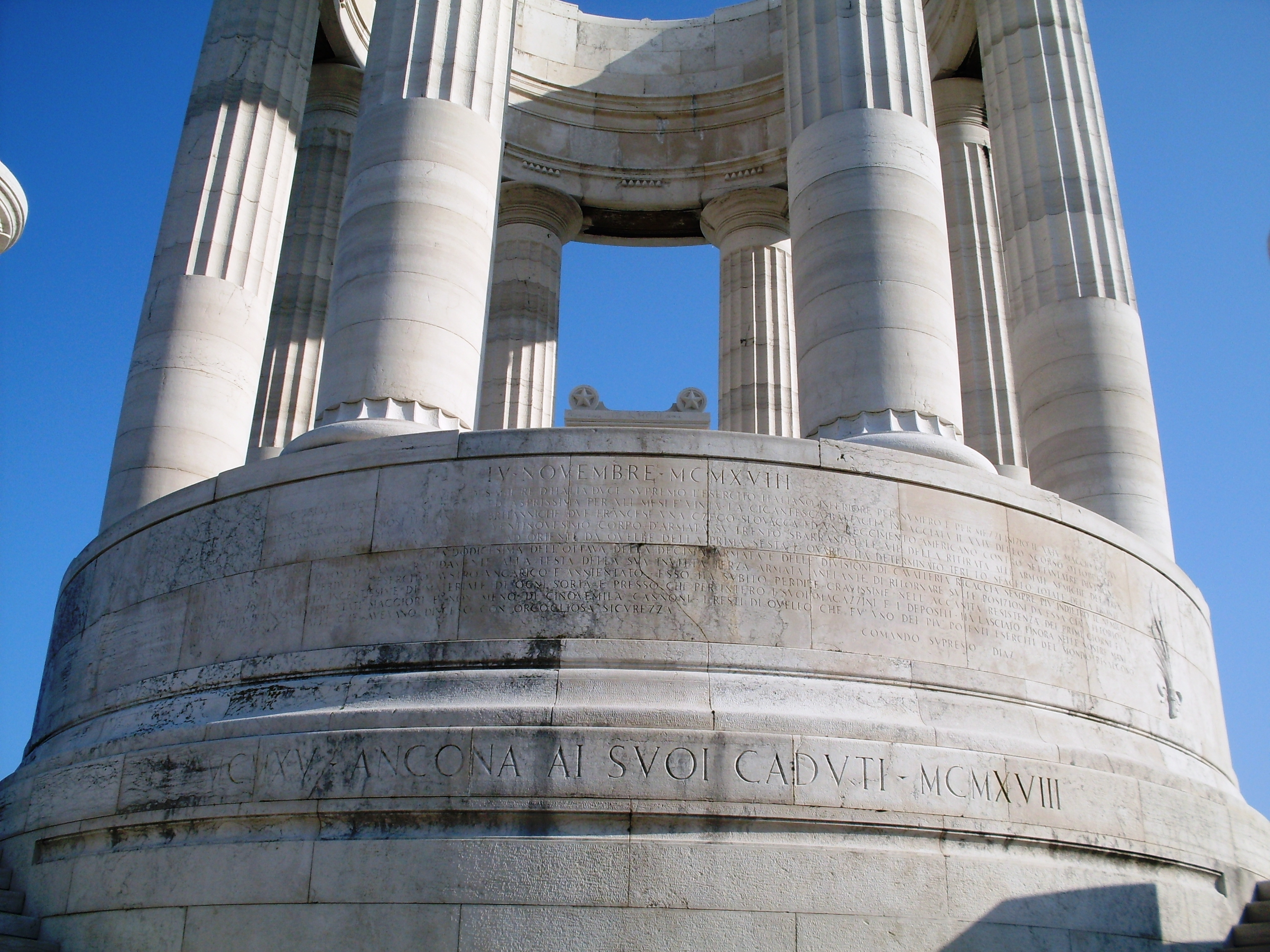
Monumento ai Caduti: scritta sul basamento.
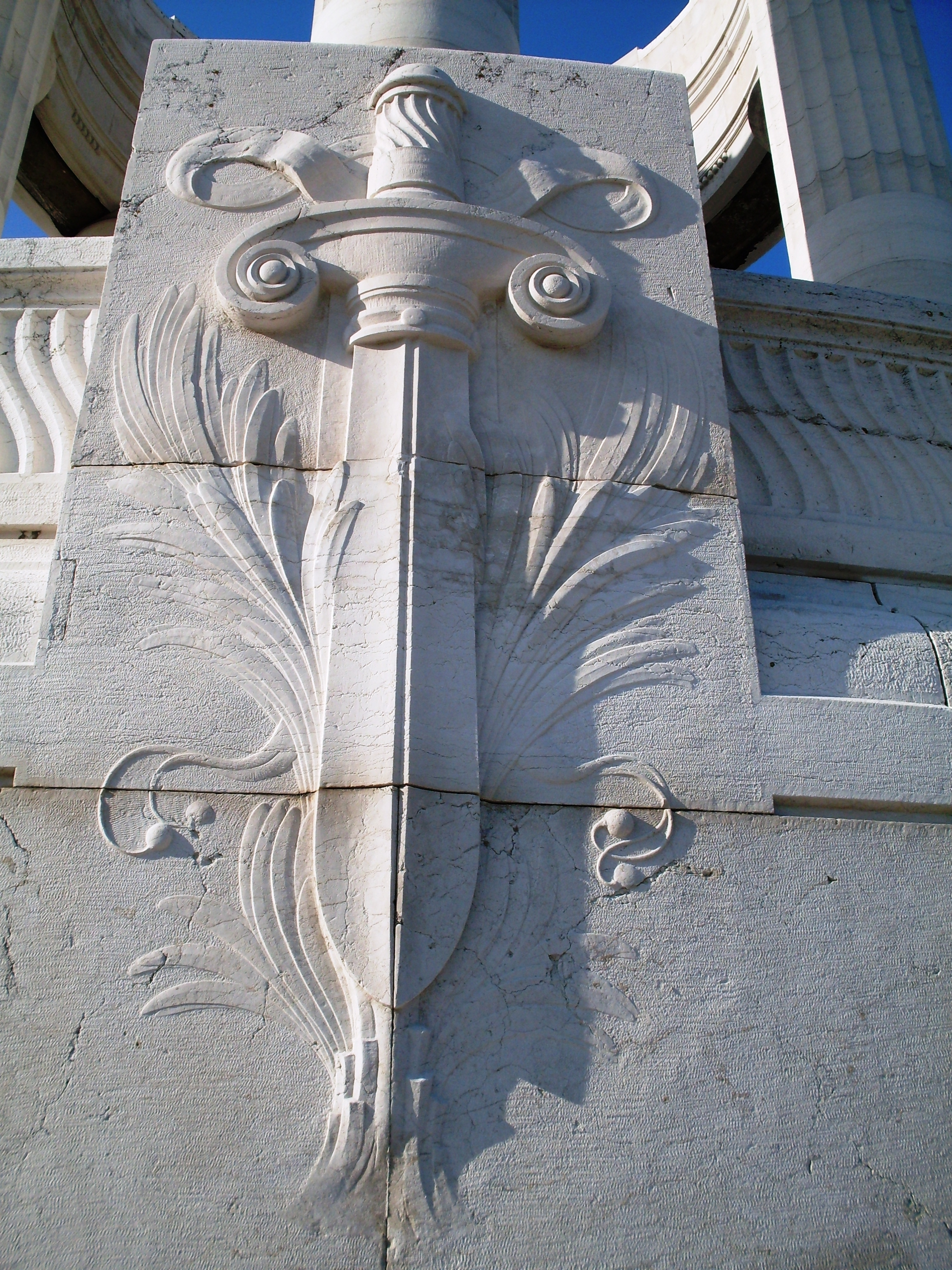
Monumento ai Caduti: particolare

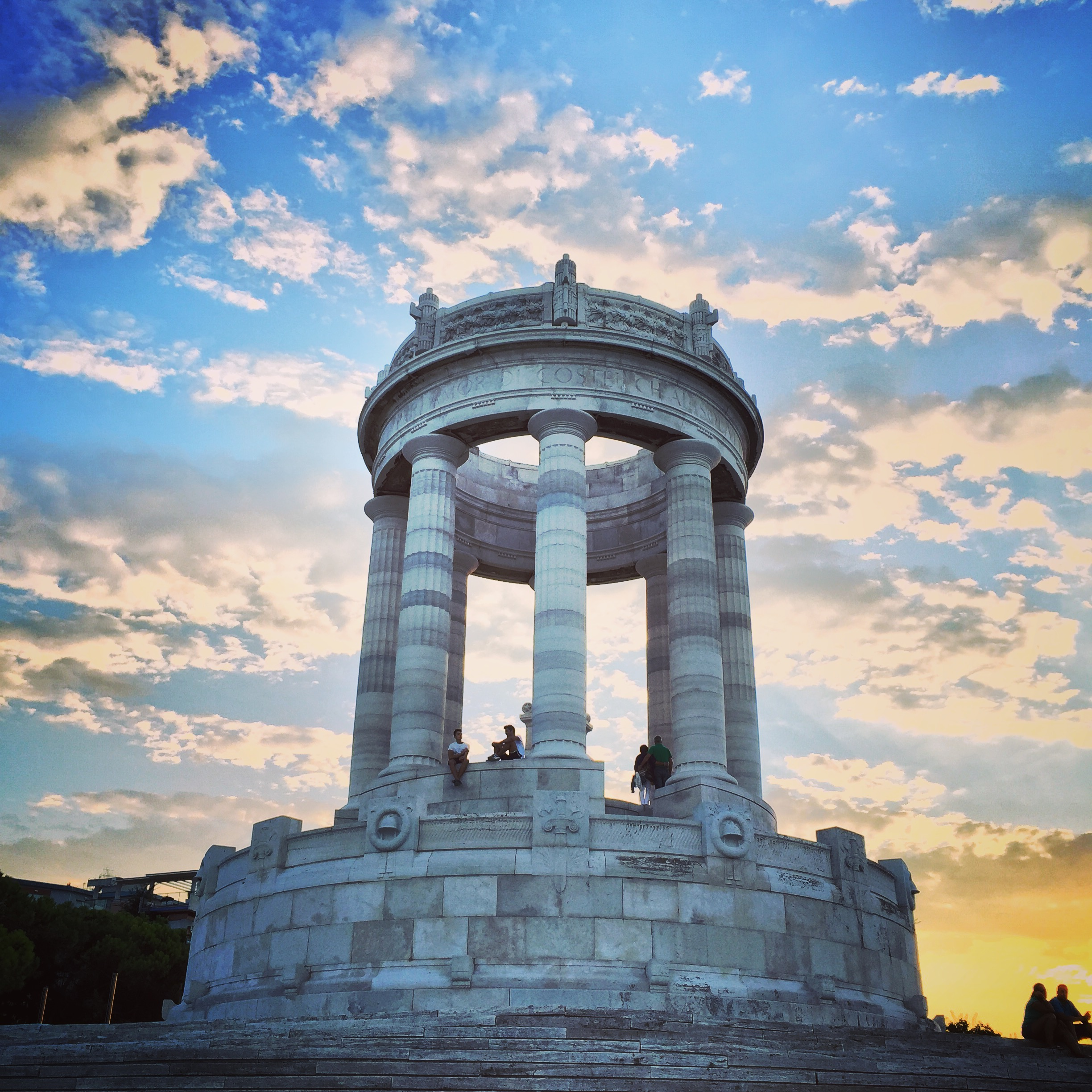
Monumento ai Caduti - Passetto di Ancona

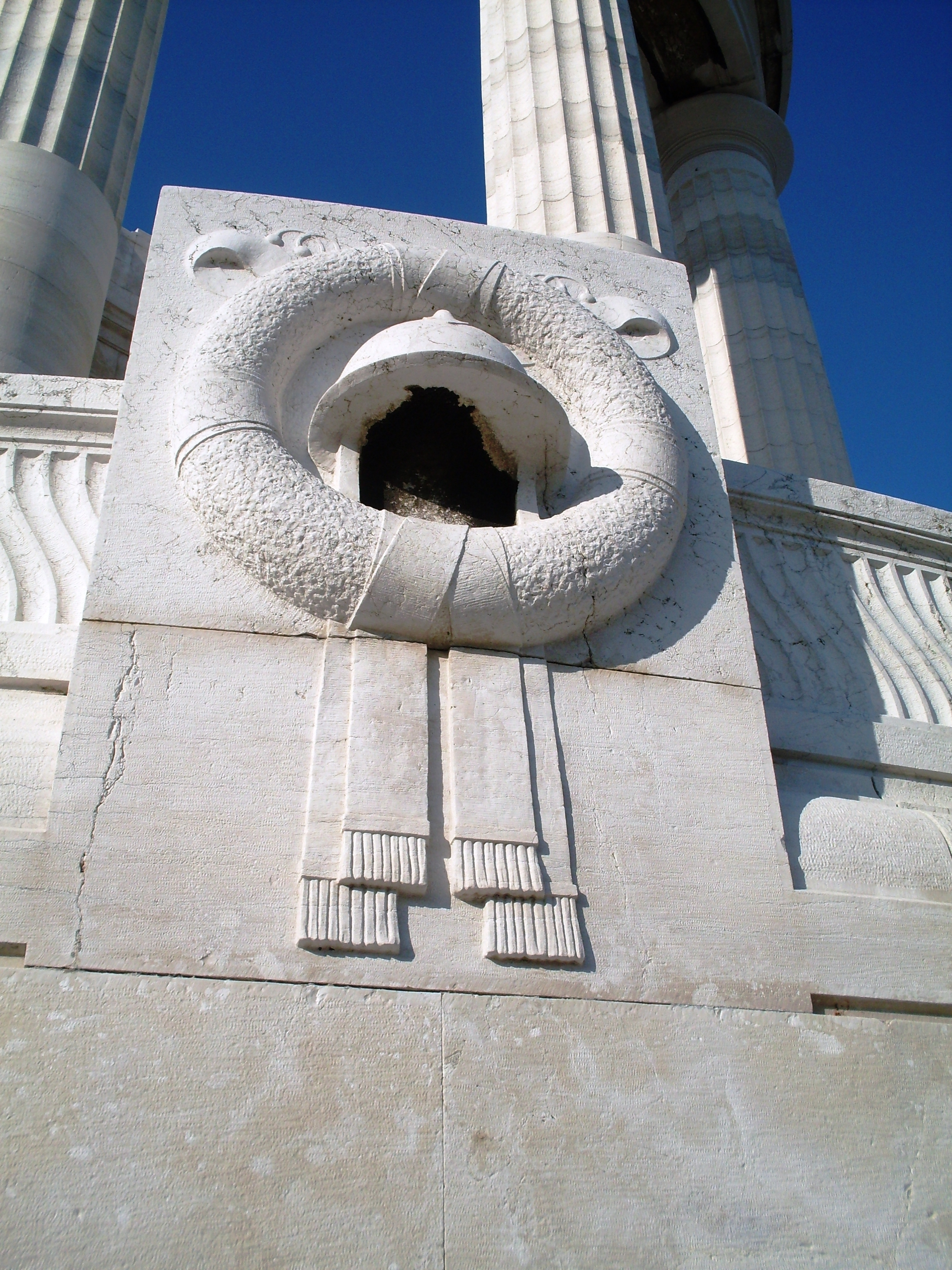
Monumento ai Caduti: particolare
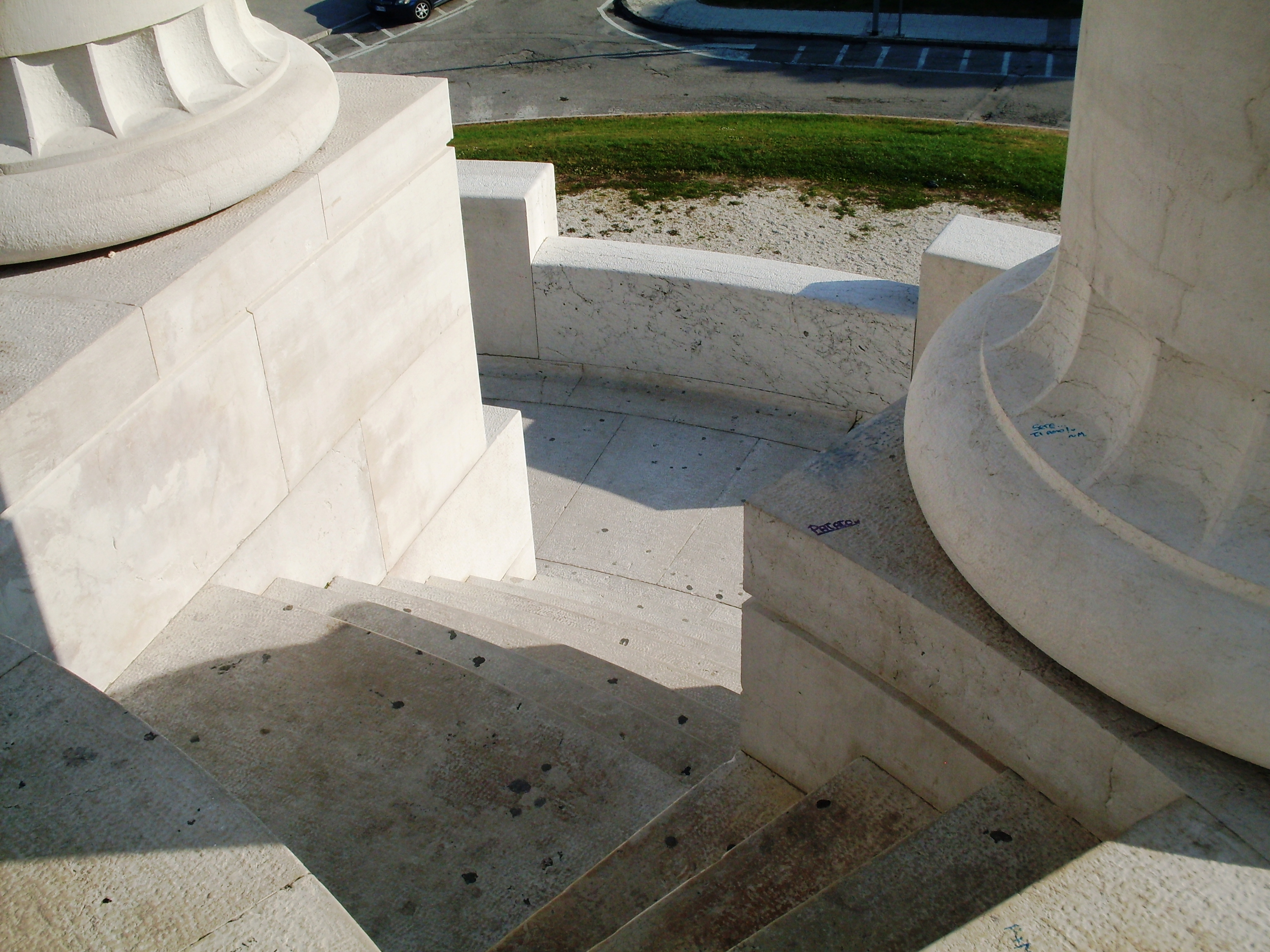
Monumento ai Caduti: particolare
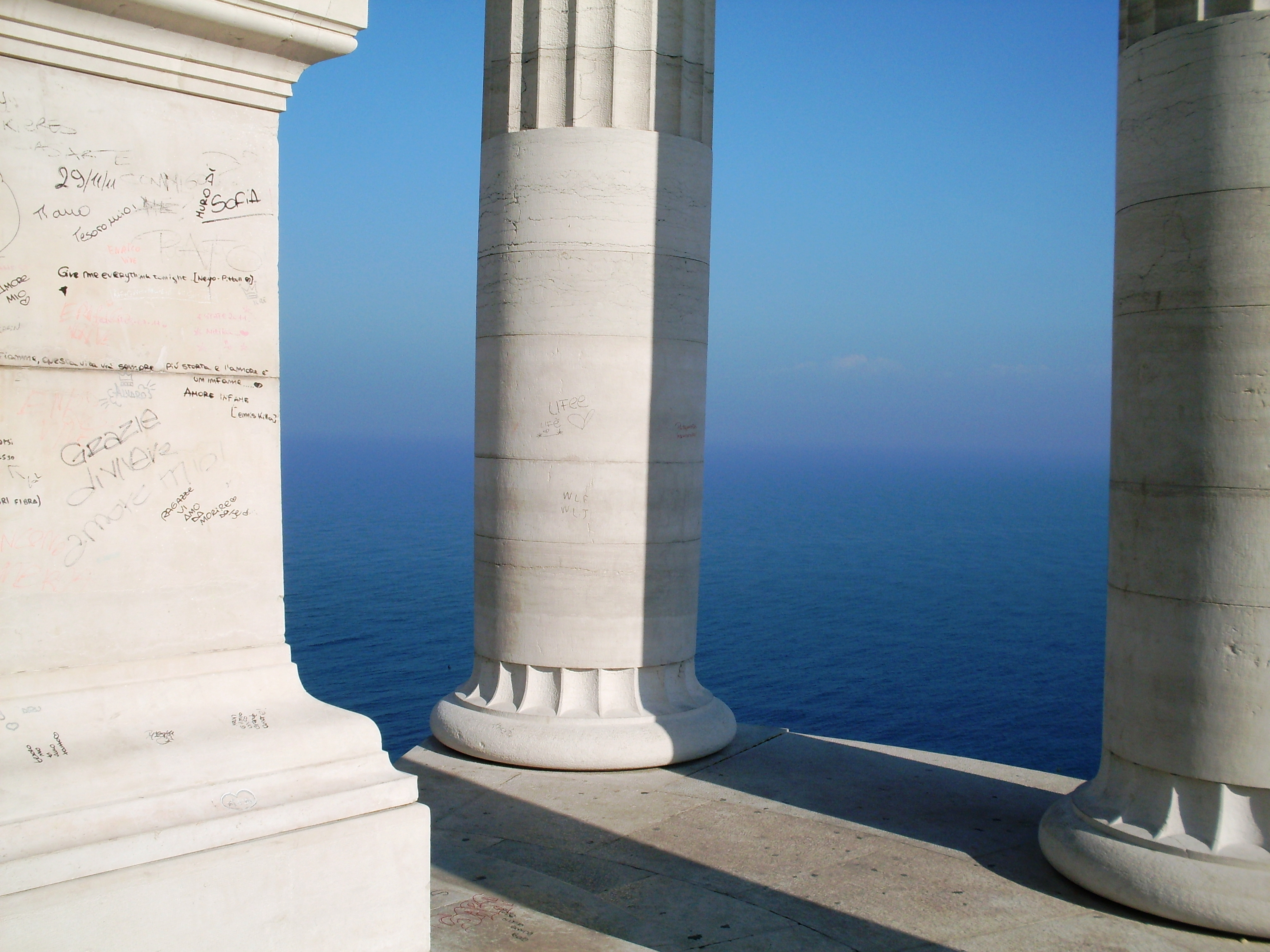
Monumento ai Caduti: particolare
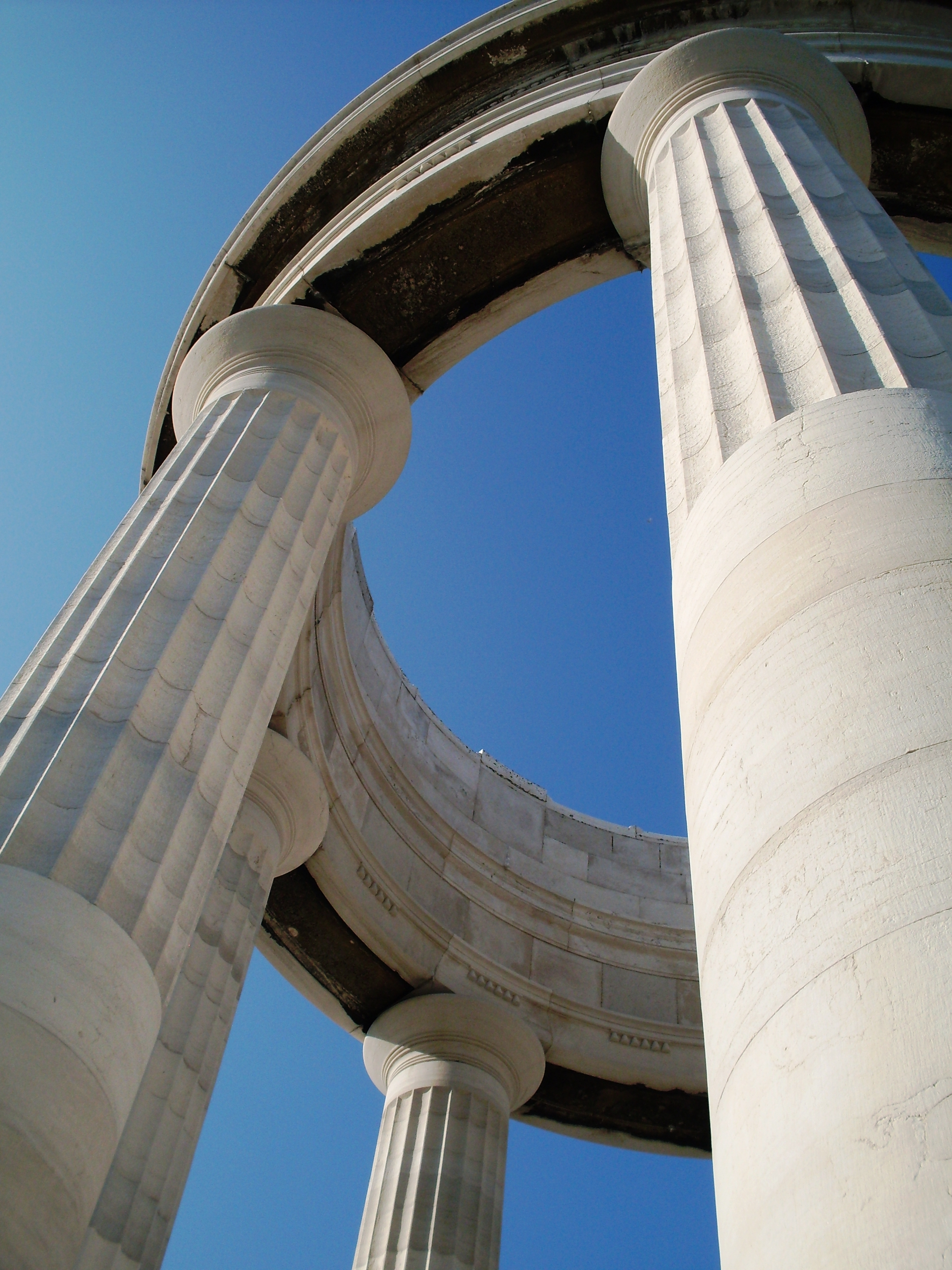
Monumento ai Caduti: particolare
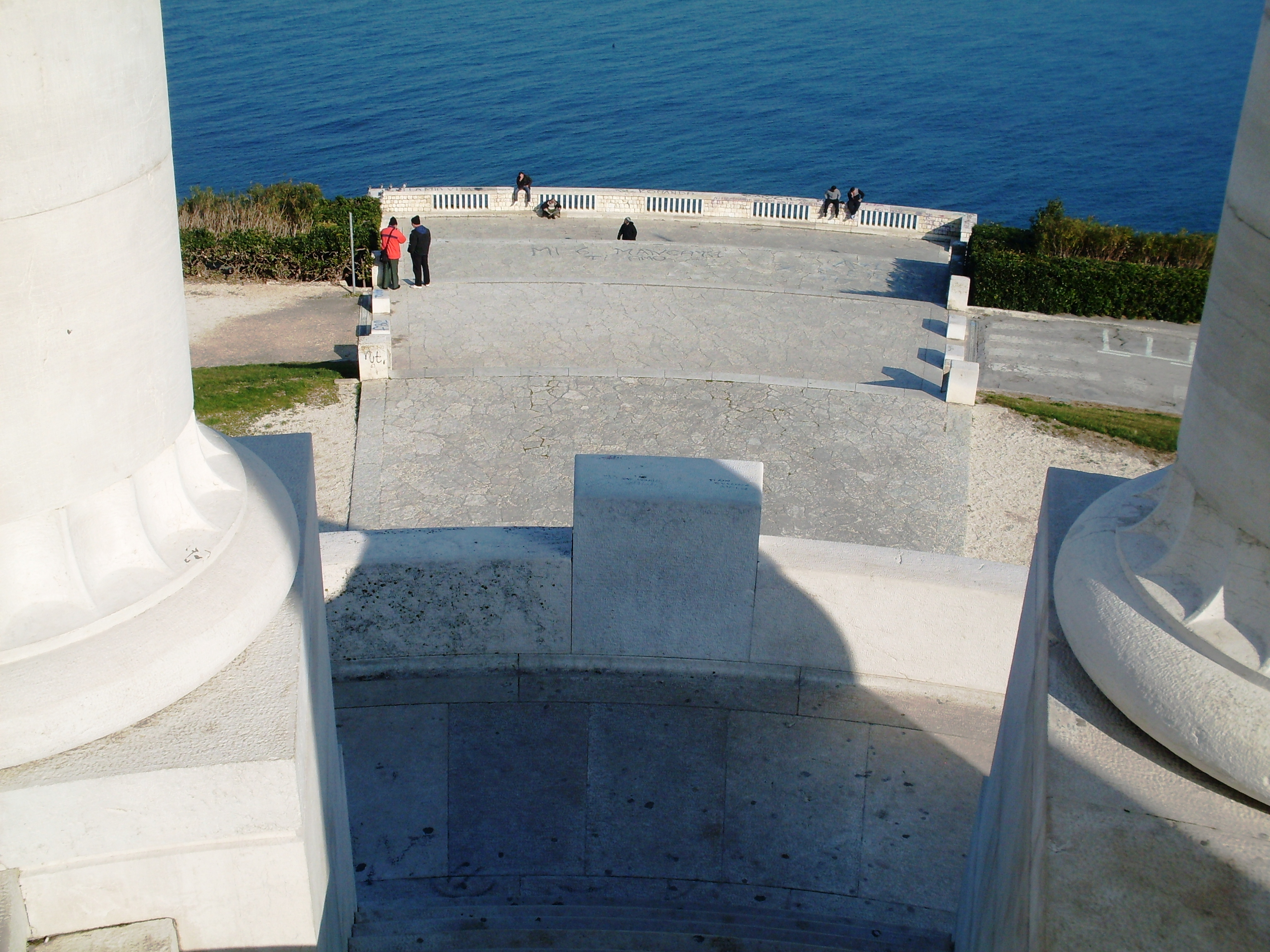
Monumento ai Caduti: vista sul mare.
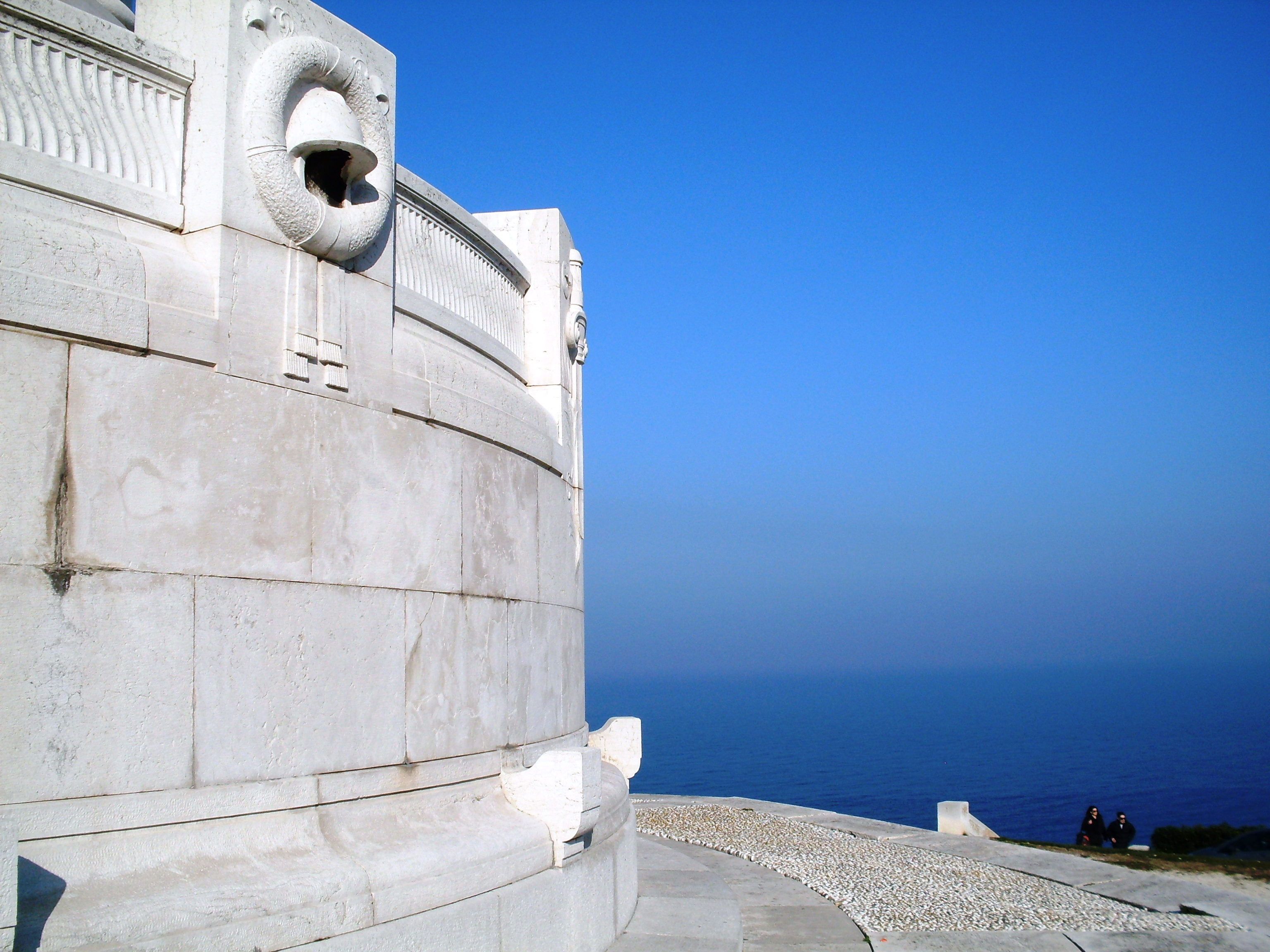
Monumento ai Caduti: particolare
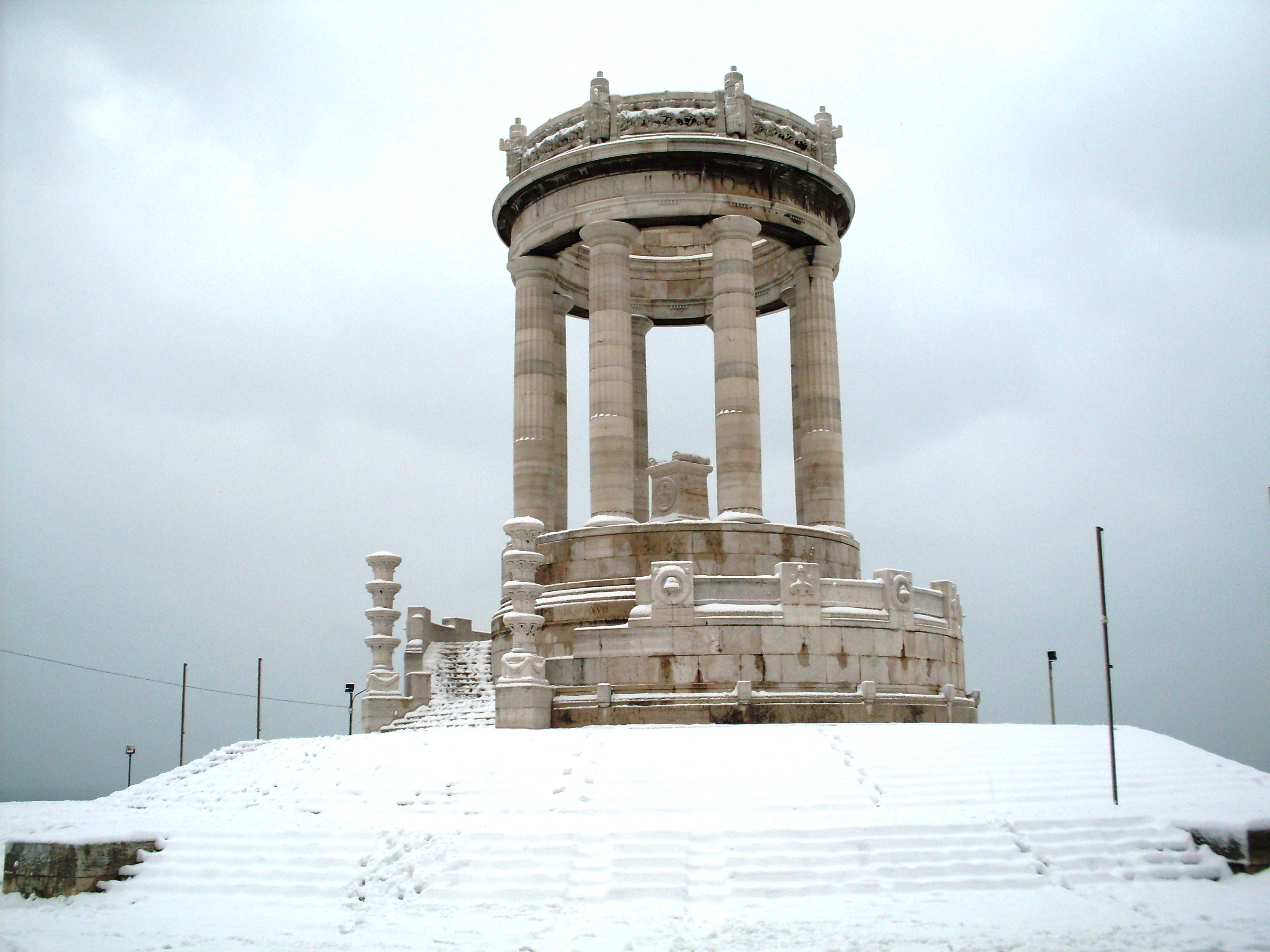
Monumento ai Caduti: nevicata del febbraio 2012.
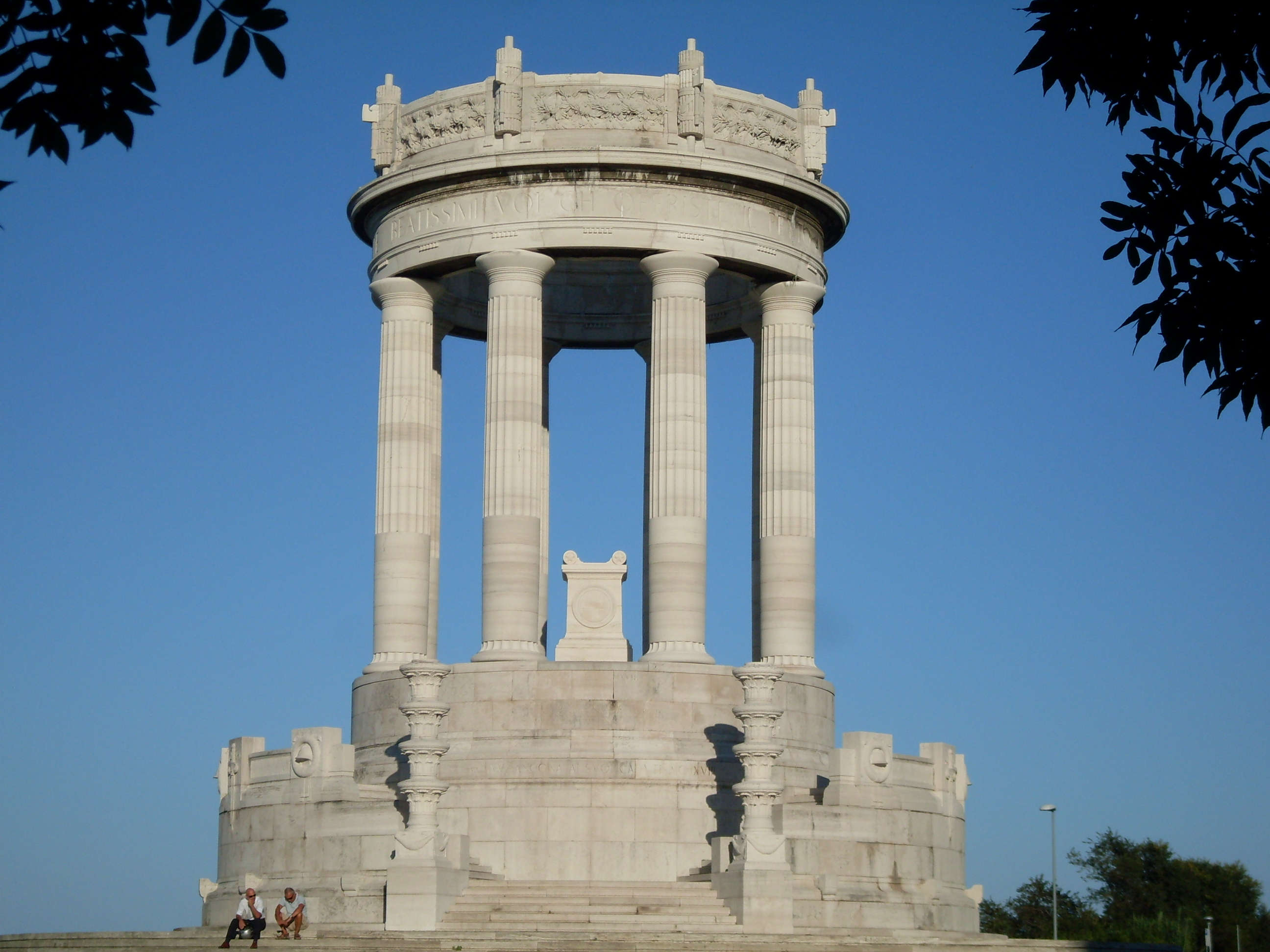
Monumento ai Caduti Ancona
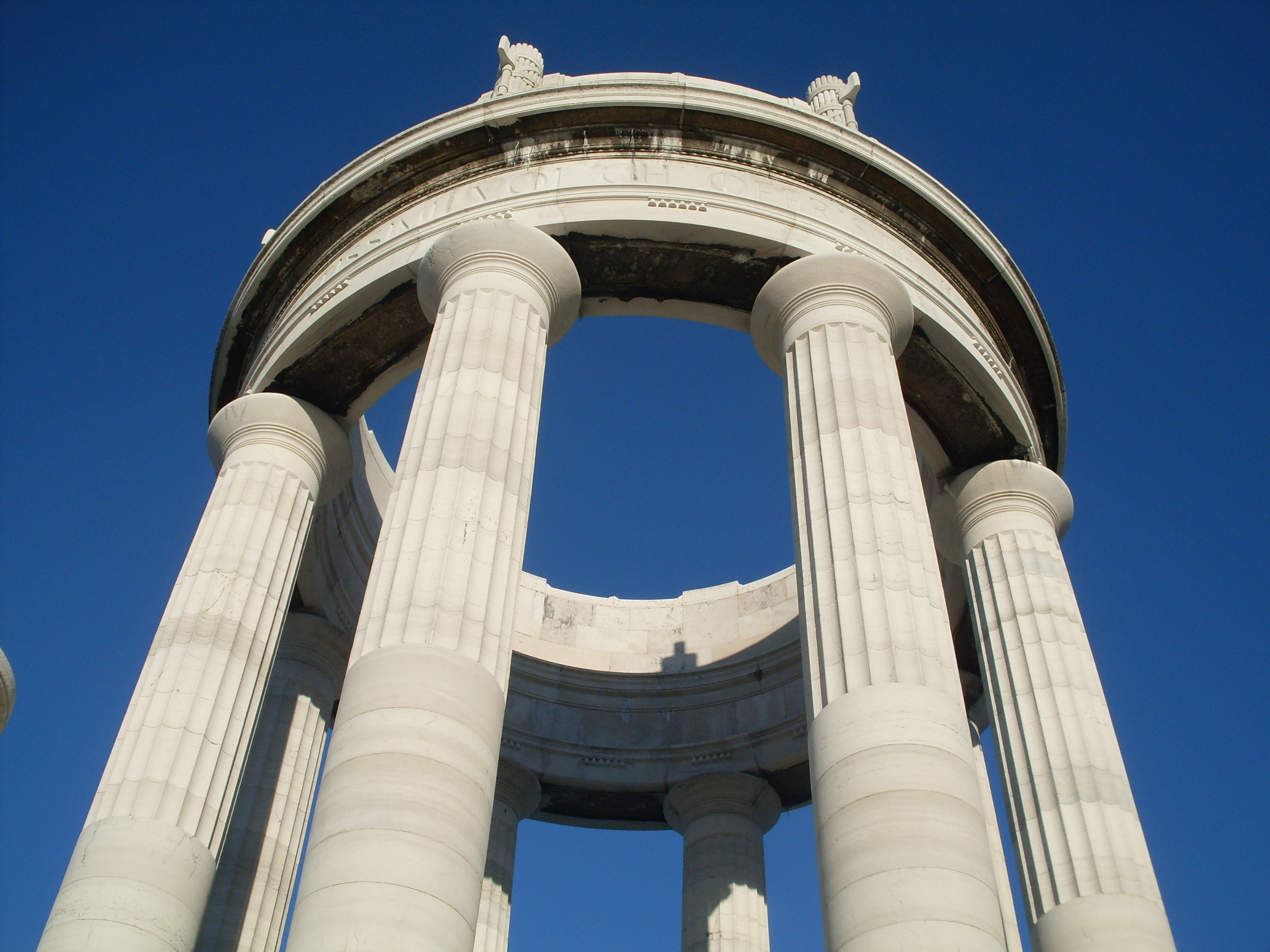
Monumento ai Caduti: particolare
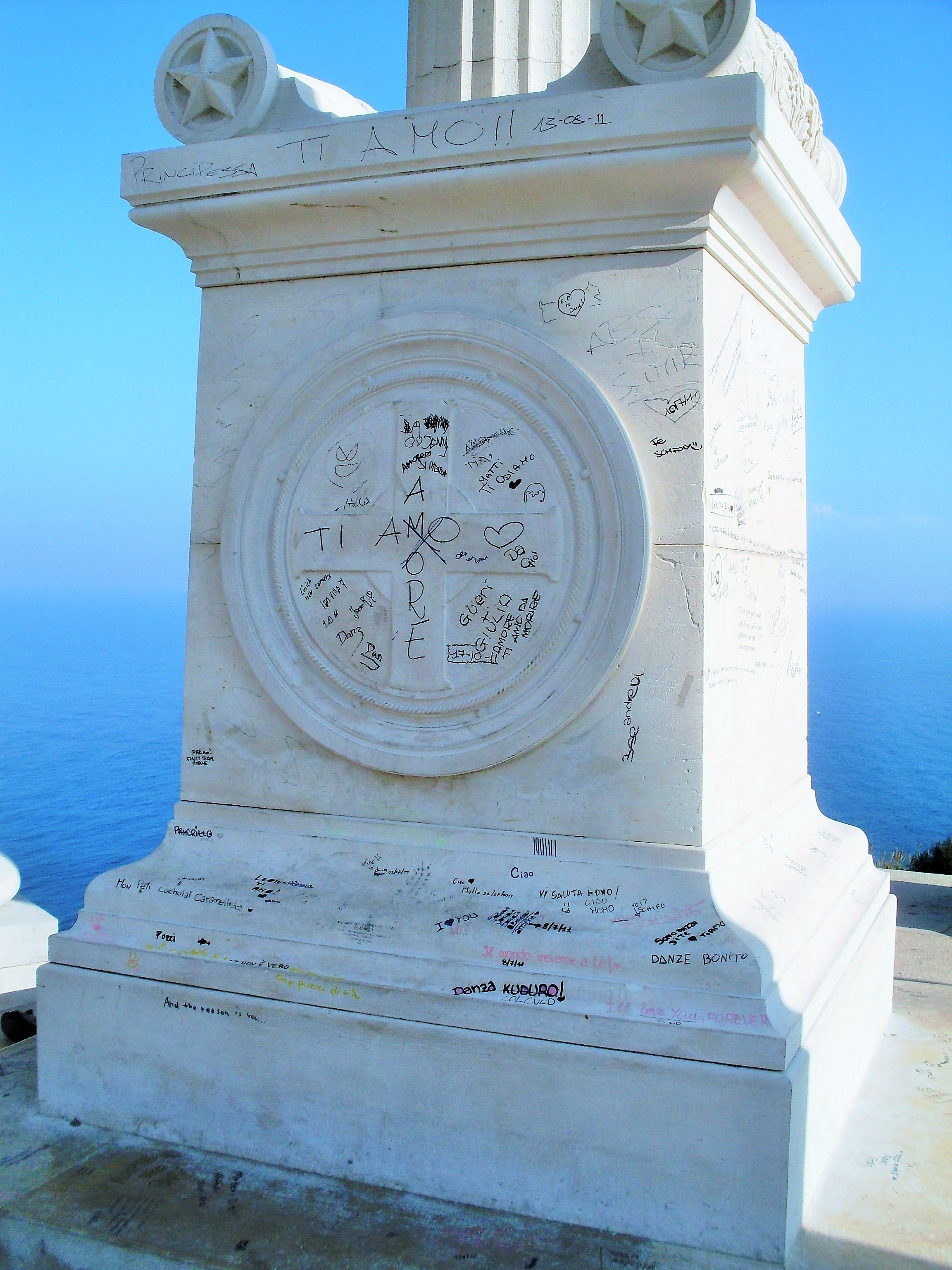
Monumento ai Caduti: Ara e ... inciviltà.
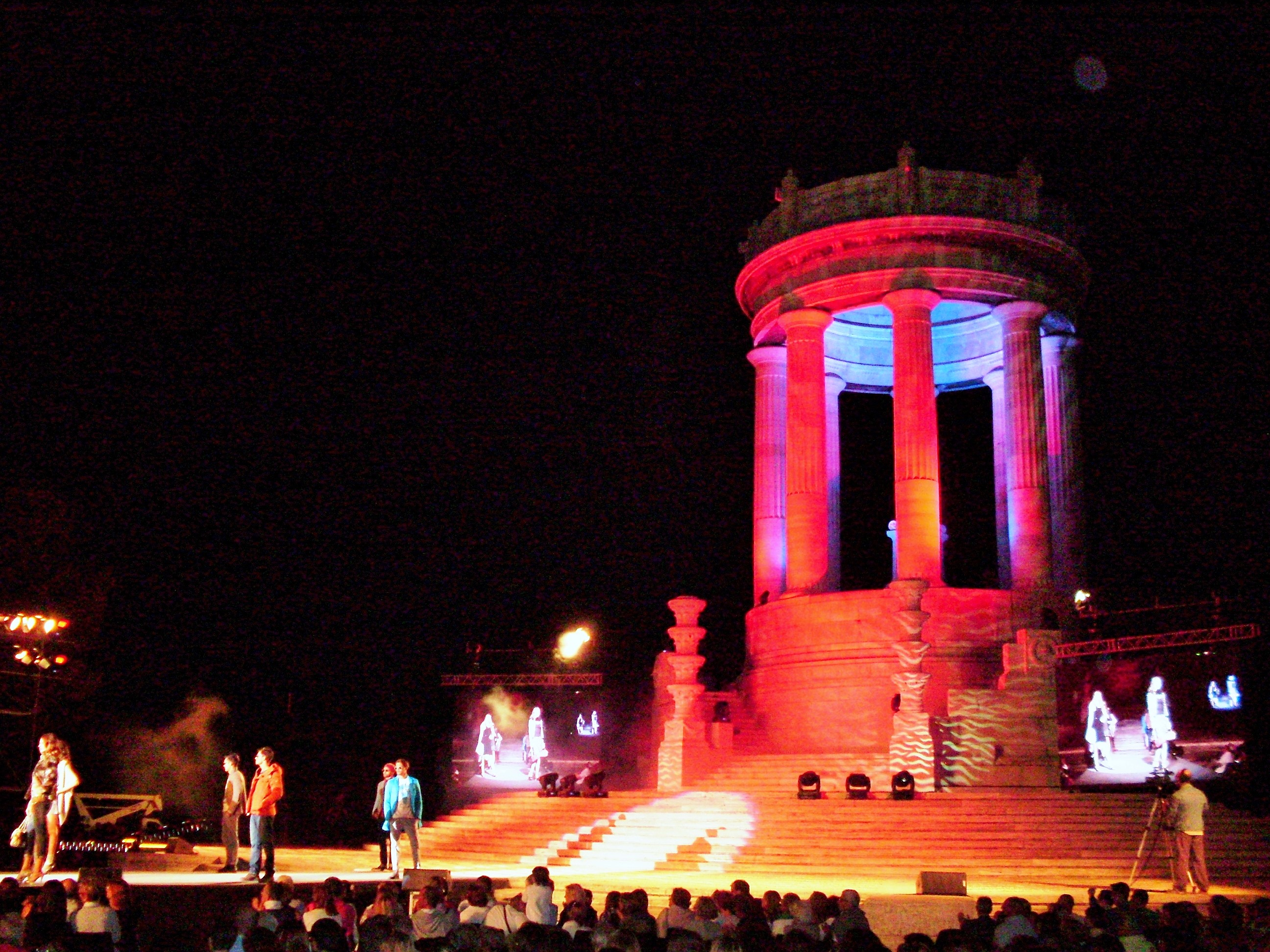
Monumento ai Caduti: sfilata di moda.
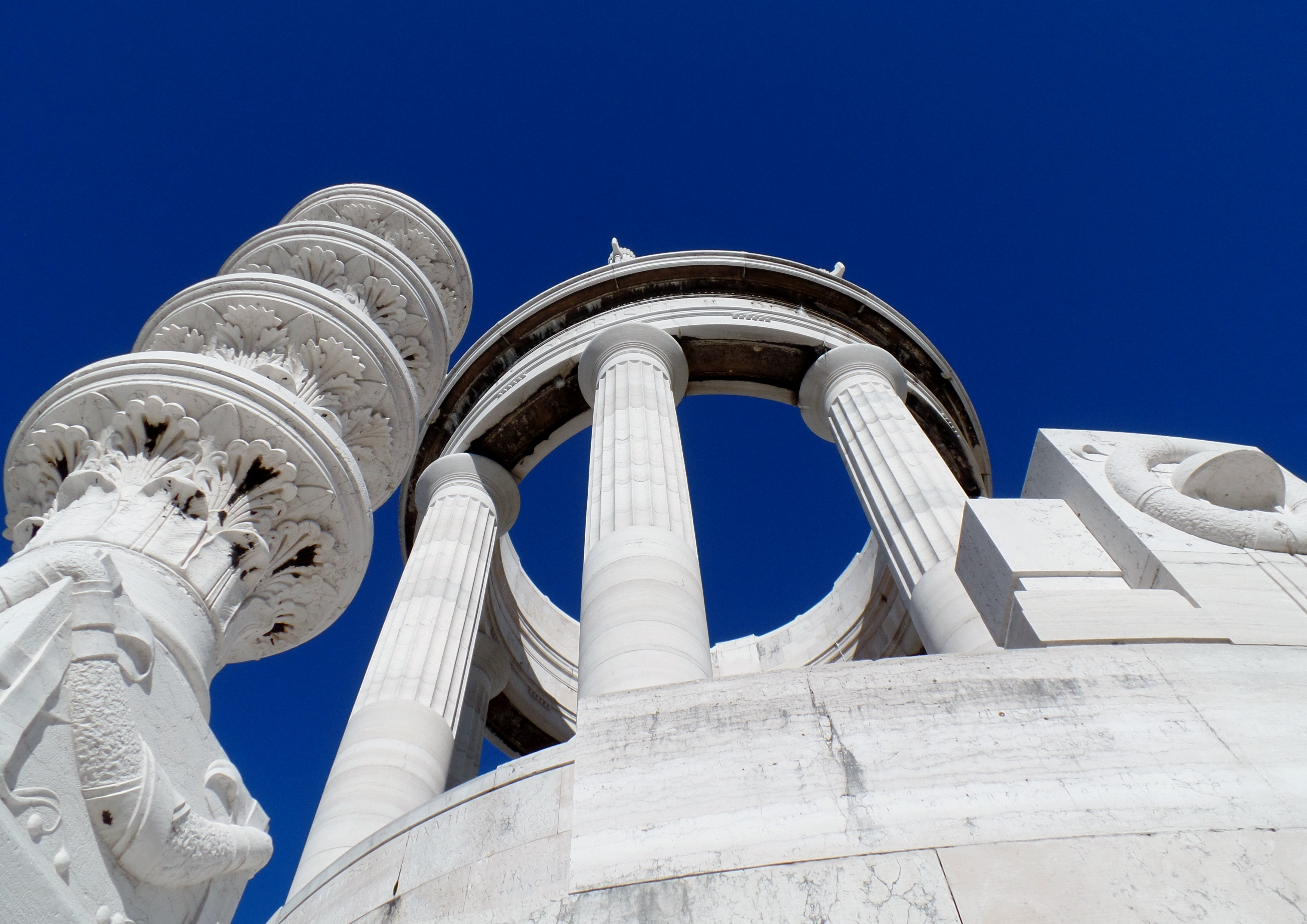
Monumento ai Caduti: vista di destra.
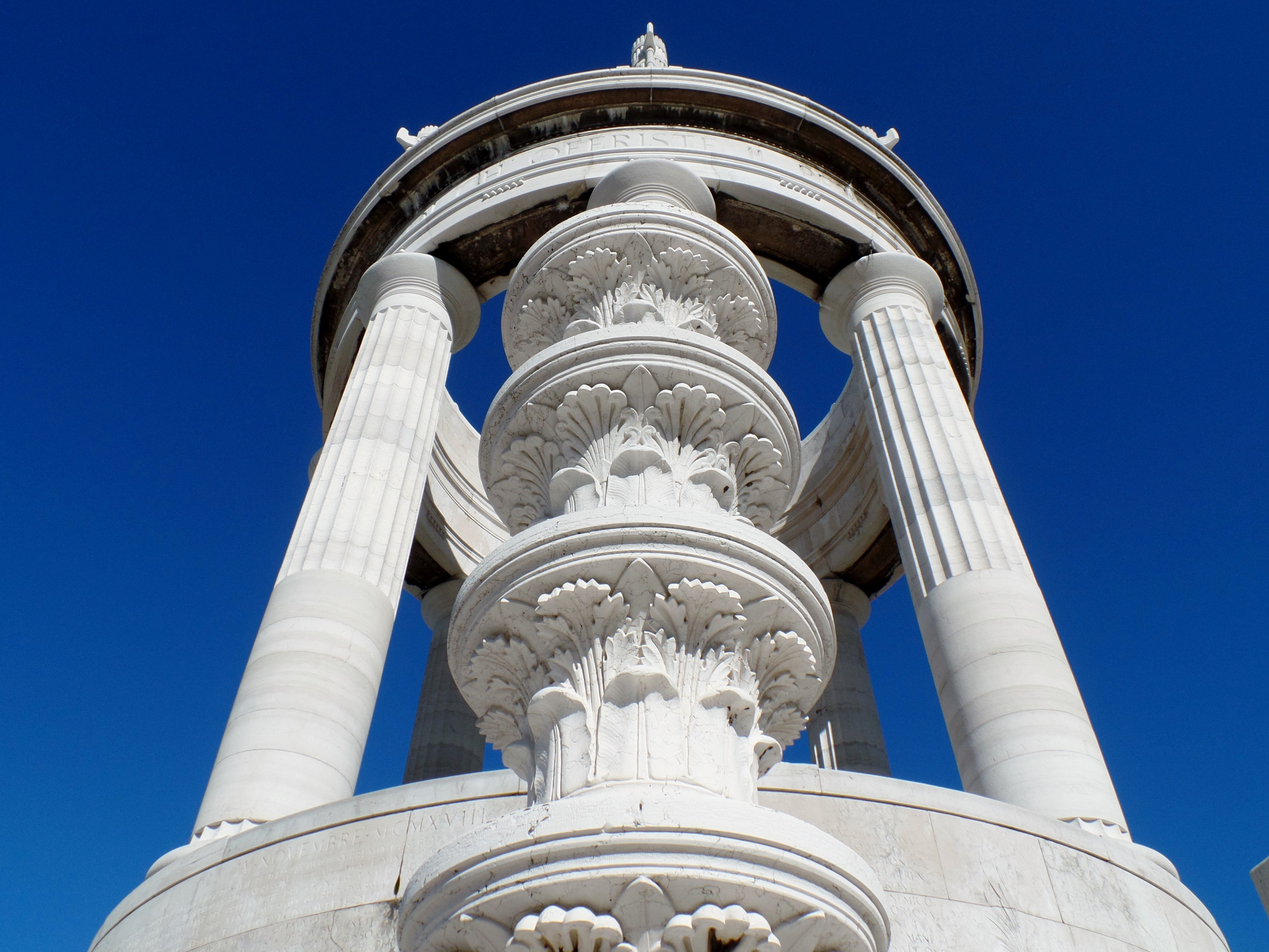
Monumento ai Caduti: colonna della scalinata.
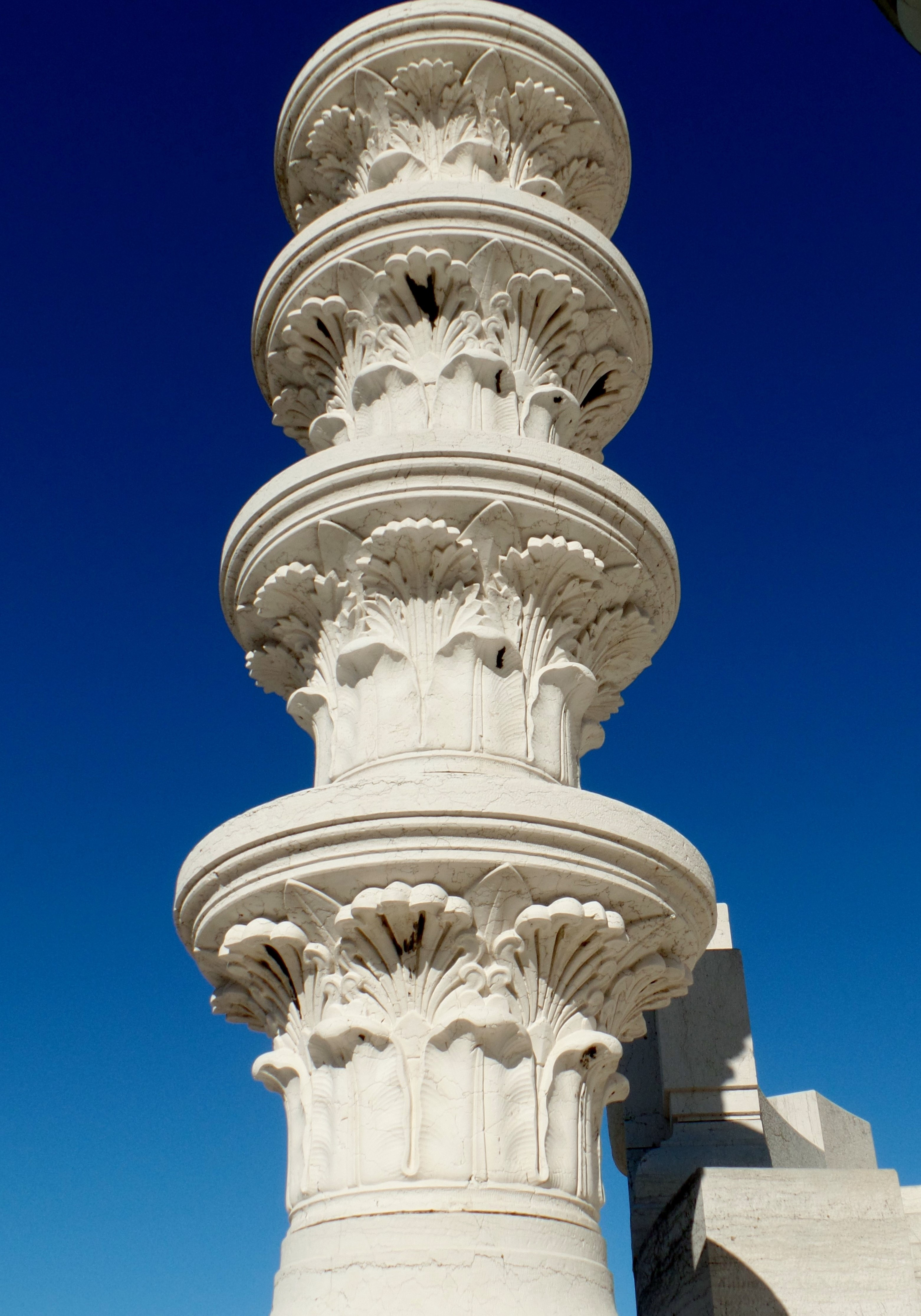
Monumento ai Caduti: fregio della colonna della scalinata.
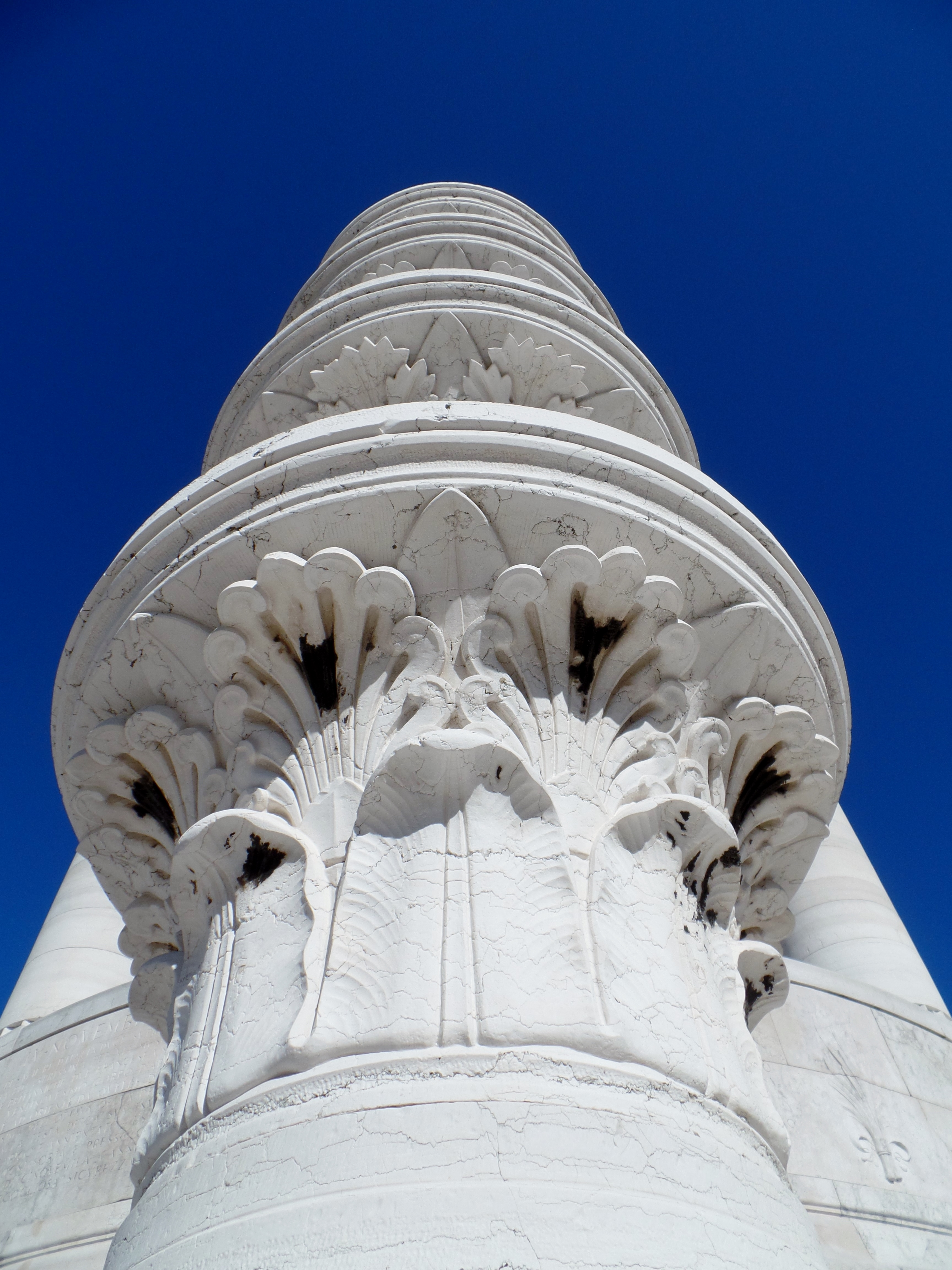
Monumento ai Caduti: particolare del fregio della colonna della scalinata.